# فهرست آلوده‌ترین شهرهای جهان
فهرست آلوده‌ترین شهرهای جهان

## فهرست سایت تایم (فهرست سال ۲۰۰۷)
۱- لیفن (کشور چین)
جمعیت: ۳۰۰۰۰۰۰
نوع آلودگی: زغال و مواد ذرات معلق
منبع آلودگی: صنایع از جمله صنایع تولید کنندهٔ گازهای گلخانه‌ای و همچنین خودروها
۲- تیانیینگ (کشور چین)
جمعیت: ۱۴۰۰۰۰
نوع آلودگی: فلزات سنگین و سرب
منبع آلودگی: استخراج و فرآوری معادن
۳- سوکیندا (کشور هند)
جمعیت: ۲۶۰۰۰۰۰
نوع آلودگی: کروم و فلزات دیگر
منبع آلودگی: معادن کرومیت و پردازش آنها
۴- واپی (کشور هند)
جمعیت: ۷۱۰۰۰
نوع آلودگی: فلزات سنگین و مواد شیمیایی
منبع آلودگی: شرکت‌های صنعتی
۵- لاارویا (کشور پرو)
جمعیت: ۳۵۰۰۰
نوع آلودگی: سرب، مس، روی و دی‌اکسید گوگرد
منبع آلودگی: استخراج و پردازش فلزات سنگین
۶- دزرژینسک (کشور روسیه)
جمعیت: ۳۰۰۰۰۰
نوع آلودگی: مواد شیمیایی و محصولات جانبی سمی، از جمله سارین و گاز VX
منبع آلودگی: تولید سلاح‌های شیمیایی در دوران جنگ سرد
۷- نوریسک (کشور روسیه)
جمعیت: ۱۳۴۰۰۰
نوع آلودگی: آلودگی هوا - ذرات، دی‌اکسید گوگرد، فلزات سنگین، فنل‌ها
منبع آلودگی: استخراج و فناوری فلز نیکل
۸- چرنوبیل (کشور اکراین)
جمعیت: در ابتدا در ۵٫۵ میلیون نفر تخمین زده می‌شود، در حال حاضر مورد مناقشه
نوع آلودگی: رادییشِن
منبع آلودگی: بحران هسته‌ای
۹- سامگیت (کشور آذربایجان)
جمعیت: ۲۷۵۰۰۰
نوع آلودگی: مواد شیمیایی آلی، روغن و فلزات سنگین
منبع آلودگی: مجتمع‌های صنعتی و پتروشیمی
۱۰- کاوه (کشور زامبیا)
جمعیت: ۲۵۵۰۰۰
نوع آلودگی: سرب و کادمیوم
منبع آلودگی: معدن و پردازش سرب
سایر شهرهای آلوده دنیا:
تقسیم‌بندی این صفحه بر مبنای منبع مستقل در سال ۲۰۰۷ هست.
در حال حاضر این فهرست تغییر کرده‌است.
برخی از شهرهای آلوده ایران:
۱. رفسنجان
نوع آلودگی: آرسنیک و سموم شیمیایی
۲. اهواز
نوع آلودگی: ریزگردها
۳. تهران
نوع آلودگی: بنزن، مونو اکسید کربن، فلزات سنگین، آزبست، دی‌اکسید کربن، گازهای گوگردی